# Polyplectropus obed
Polyplectropus obed är en nattsländeart som beskrevs av Malicky 1993. Polyplectropus obed ingår i släktet Polyplectropus och familjen fångstnätnattsländor. Inga underarter finns listade i Catalogue of Life.